# البی (ماسا دالبی)
البی (ماسا دالبی) (به ایتالیایی: Albe (Massa d'Albe)) یک سکونتگاه مسکونی در ایتالیا است که در Massa d'Albe واقع شده‌است.